# سردار حاج حسنلي
الشيخ سردار حاج حسنلی (الاسم الكامل والحقيقي: سردار بابايف بن عاکف)- عالم دين ومتخصص في المعارف الإسلامية، من جمهورية أذربيجان ، عضو في مجلس رجال الدين لأذربيجان، مؤسس ومدير تحرير موقع (مائدة.إذ) الإخباري والمعارفي " Maide.Az، باحث ومتخصص في العلوم الإسلامية.

## السيرة الذاتية
ولد سردار بابايف بن عاکف في 12 آذار 1974 في إحدى أسر العريقة مقاطعة ماساللي في جمهورية أذربيجان الاشتراكية السوفيتية.
هو الولد الخامس من أولاد مشهدي عاكف. ذهب إلى المدرسة في السابع من عمره وأكمل دراسة الثانوية في مدرسة رقم (1) لمدينته متزامنا مع سقوط اتحاد جماهير السوفيتي. كان يهوى الدين وتعاليمه منذ طفولته كثيراً ففي العهد السوفيتي عندما كان مراهقاً كان يشارك في محاضرات ودروس رجال الدين في مدينته مقارنا مع دروس المدرسة الحكومية.
كان يسعى في التبليغ الديني والمعارفي إلى جانب تعلم العلوم الدينية. وأصبح في الخامس عشر من عمره خطيباً ومؤسسا للمجالس الدينية في مسقط رأسه وقام بالتبليغ الديني من هذا المجال.
وصلت خطابته البليغة إلى حد اشتهرت في المدن والقرى القريبة حتى تم دعوته إلى مجالسهم. وبسبب الحاجة الماسة للناس في مناطق مختلفة إلى حضور رجال الدين وبالإضافة شعور هذا الطالب الشاب للعلوم الدينية بأداء الواجب ونشر المعارف والتوعية الدينية. كان يذهب في المواسم والمناسبات المختلفة كشهر رمضان المبارك وأيام عزاء سيد الشهداء الإمام أبي عبد الله الحسين إلى مناطق مختلفة وبعضها بعيدا جدا وكان يقوم بالتوعية الدينية وتعليم المسائل الشرعية. قلة عدد المبلغين والحماس الموجود عند أصحاب الدعوة كان يؤدي إلى أن يلقي الشيخ في يوم واحد ثلاثة أو أربعة محاضرات دينية وإقامة المراسيم والشعائر الدينية إلى جانب ذلك.
مع وجود الاشتهار والشعبية والإقبال الواسع من الجمهور كان يشعر دائماً هذا الطالب الشاب بضرورة التعلم والإصلاح الأخلاقي وكان لا يكتفي بتعلم القرآن الكريم وأحكامه وبهذا السبب قصد الشيخ، أشهر أساتذة زمانه وهو حجة الإسلام ملا بيلر. واستلفت نظر استاذه العزيز بصورة خاصة لدقة تعلمه والعمل بتعاليمه العلمية والأخلاقية وتحول في فترة قصيرة إلى أمين الأستاذ بيلر ومن أبرز تلاميذه. التفت الأستاذ إلى ذكائه الوافر ورغم تعلقه بهذا التلميذ لكن شجعه للمهاجرة إلى مركز العلوم الإسلامية وعش آل محمد ﷺ مدينة قم. قد وصل سردار في دراسته عند أستاذه إلى أعلى حد وكان يجب عليه أن يستمر بالدراسة لدى أساتذة أكبر وفي مراحل أعلى ومتطورة من الدراسة الحوزوية.
بناءا على توصية أستاذه هاجر سردار في عام 1992 إلى مدينة قم ودخل في الحوزة العلمية وأنهى مع دقة وسرعة دروس المقدمات. اغتنم سردار حضوره في حوزة قم وتلمذ في هذا البحر الوافر لدى أعاظم الشيعة كجوادي آملي ومظاهري ومشكيني وشارك في محاضراتهم. إلى جانب الدروس الأساسية للحوزة كان يشارك أيضا في محاضرات أستاذ الكبير للأخلاق أحمدي ميانجي لتهذيب نفسه. وبما أن هذا الطالب الشاب كان يرى التهذيب وإصلاح النفس جزءا لا يتجزأ من التعلم، كان يخصص قسطا من وقته بحضور النورانی والملکوتی للعالم الربانی والعارف الکامل سماحة العظمة الشيخ محمد تقي بهجت (رض) واكتسب الكثير من العلم والمعرفة عند هذا الرجل الكبير.
أنهى الشيخ دراسته العلمية وأخلاقية الممتازة في مدينة قم بعد عشر أعوام وبدأ عمله الدولي بالتدريس في جامعة إيران وقرغيزستان الإسلامية في بشكیك في عام 2000.
انتقل الشيخ سردار إلى مدينة ألماتي كمدرس جامعي للغات الأجنبية. هاجر كثير من الأذربيجانيين في منتصف القرن العشرين وبعد استقرار النظام الشيوعي وسكنوا في هذا البلد. عندما عرفوا بحضور هذا العالم الشيعي في مدينة آلماتي اجتمعوا حوله وهكذا قام الشيخ بالتبليغ الديني في الآسية الوسطى إلى جانب التدريس الجامعي. كان لا يكتفي بالعناية للتثقيف الديني والشؤون الدينية في المناطق الشيعية وكان يقيم أيضا محاضرات في مساجد إخواننا السنة في مجال تفسير القرآن الكريم وتعليم قراءة القرآن.
استمر الشيخ سردار التدريس والتبليغ الديني في آسيا الوسطى لثمانية أعوام وكان كأب روحي وأخ أكبر واستطاع التأثير في قلوب الكثير. الجميع كان يحبون الشيخ ويستقبلون نصائحه ويعملون بها.
كان يعتبره الجميع في المناطق السوفيتية السابقة وحتى في إيران وتركيا كعالم ديني حقيقي الذي يتحد سلوكه مع كلامه ويعتبرونه خطيبا مفكراً ومستقلاً. اشتهر بحسن الخلق وحسن التعامل وحسن التدبير وانتشرت سمعة هذه الخصائص الأخلاقية إلى الكثير من المناطق وعلى هذا الأساس اكتسب جمهور كبير في دول مختلفة من أقسام المجتمع في فترة قصيرة. مع وجود الدعوات المختلفة للمتدينين في جماهير السوفيتي السابق والمجتمع الشيعي خاصة في المدن الكبيرة لروسيا، قرر الشيخ الرجوع إلى موطنه في عام 2008 وأن ينهي هجرته بعد مرور عقدين من عمره.
بعد رجوعه إلى الموطن بناءا على طلب قاضي وممثل دائرة مسلمي قوقاز في جنوب البلاد تولى منصب امام الجمعة لجامع مدينة ماسالي وبدأ بالنشاطات الدينية ولأجل نشر تعاليم مدرسة أهل البيت عليهم السلام المباركة ومعارف القرآن الكريم السامية وفقا لظروف ومناهج الحديثة والعصر الجديد. أسس الشيخ موقع مائدة Maide.Az الإخباري والمعارفي في عام 2014 بمشاركة علمية لبعض الأفاضل وخريجي الحوزات العلمية.
كان الشيخ سردار يصر دائما على التثقيف والإضاءة ويلاحظ المصالح العامة للمواطنين والأمة إلإسلامية في مجال التبليغ والتوعية الدينية ومع نفوذ كلامه كان يسعى في الحوار لمكافحة الفساد الاجتماعي ومشاكل الناس والتنافر المتواجد في المجتمع البشري وازدهار القيم الإنسانية والإسلامية في المجتمع.
الشيخ سردار هو عالم خصص نفسه للإسلام والمسلمين ويدافع عن حياض الإسلام بسلاح المنطق ومصلحة المسلمين من دون أي حدود. إذا حصل اساءة إلى الإسلام أوانتهكت حرمته أو إذا حصلت مؤامرة أو خطة مشؤومة مخالفة لمصلحة الشعب أو إذا وقع ظلما في المجتمع ـ في داخل البلاد أو خارجه ـ كان يدين الشيخ عاجلا هذه الأعمال مع حجة محكمة ويقوم بالدفاع عن المظلوم وهذا هو رمز حرية هذا الرجل العظيم.
حجة الإسلام والمسلمين الشيخ سردار حاجسنلي عضو في مجلس رجال الدين في أذربيجان وعضو في المجمع العالمي لأهل البيت عليهم السلام، متزوج وله ثلاثة أولاد.
تشرف في عام 2009 لحج بيت الله الحرام وزار عدة مرات أضرحة الأئمة المعصومين علهيم السلام في العراق.
يمضي حاليا الشيخ سردار في سجن في ضاحية مدينة باكو منذ 22 آذار باتهام إقامة صلاة الجمعة وإلقاء الخطبة.

## الإعتقال والمحاكمة
حكمت محكمة قضاء ماسالّي في 22 آذار 2017 على الشيخ سردار بالسجن لشهر وسبعة أيام. لم يسمح لمحامي الشيخ الحضور في جلسة المحكمة. اعتقل سردار بابايف بناءا على دعوى حاكم مدينة ماسالّي ووجه إليه الإتهام طبقا لمادة 168.1.3 من القانون الجزائي لجمهورية أذربيجان حول عدم الالتزام بشروط التبليغ الديني وإقامة المراسيم الدينية وتم حكمه في 3 يوليو 2017 بالسجن لمدة 3 سنوات.
قدم محامو الشيخ سردار حاجحسنلي في باكو في تموز 2017 شكوى على الحكم الأولي الصادر على موكلهم. جواد جواديف أحد محامو الشيخ سردار قال: «في هذا الدعوى بسبب عدم وجود عمل إجرامي في نشاطات سردار بابايف، طلبنا البراءة له» أضاف جواديف محامي الشيخ سردار: «ونسعى متزامنا التدقيق في محضر المحكمة وتقديم الملاحظات إلى المحكمة في هذا الأسبوع».
تابعت محكمة استئناف مدينة شيروان اعتراض محامو الشيخ من قرار محكمة منطقة ماسالي في 6 نيسان 2017 بالنسبة لتمديد فترة حكم سردار حاجحسنلي. وفقا لما قال المحامي جواديف، قد اعترض الناس على إغلاق الطرق المنتهية إلى المحكمة بيد الشرطة. «قصدت الشرطة مرة أخرى منعت سيارتنا من الاتجاه إلى المحكمة وعندما أدركوا أن جلسة المحكمة لا تنعقد إلا مع حضور المحامي، سمحوا بحركة السيارة. حكمت المحكمة ببقاء الحكم الأولي واعتقال الشيخ سردار بابايف».
عقدت المحكمة العليا في 13 شباط 2018 جلسة لمتابعة دعوى الاستئناف لحجز الشيخ سردار حاجحسنلي (بابايف). في هذه الجلسة التي ترأسها القاضي كلزار رضايوا وبحضور الشيخ سردار حاجحسنلي والمحامي جواد جواديف والإعلاميين وشخصيات سياسية واجتماعية لم تقبل المحكمة أي عريضة من المحامي. دافع الشيخ سردار عن نفسه في جلسة المحكمة وأعلن أنه بريء واعتبر اعتقاله غير قانوني وقال: «لم يرد إيجابيا على أي واحدة من العرائض الحقيقية والموثقة التي قدمها المحامين إلى المحكمة في جميع الجلسات، عندما أسأل من مسؤولي العدل حول اعتقالي، ذكرا أني اعتقلت بسبب اقامة صلاة الجمعة وإلقاء الخطبة وأنا لا أتوقع من هذه المحكمة شيئا كما ما توقعت من المحاكم السابقة لأني لم أفهم سبب اعتقالي. إما يتحججون بإقامة صلاة الجمعة أو بإلقاء خطبة أو بالدراسة في الخارج، إذا كنت لم أقم بالتبليغ الديني وكنت أعمل في نشر الإلحاد أو الشرك أو الفسق لم اعتقل.» وأكد حاجحسنلي أنه تمت التحقيقات ومتباعة الملف في المحكمة بصورة مخالفة للشروط القانونية. وقال: «تصورا أن شهادة الشهود وملاحظاتهم في التحقيقات والاستجوابات مليئة بالتهافت ولكن المحكمة لم تهتم بهذا الأمر المهم وفي المقابل حتى لم تستنكف من توجيه الشهود» قاطع القاضي كلام الشيخ وبعد الاستشارة أعلن بإبقاء قرار محكمة استئناف شيروان.
قامت المحكمة الأوروبية لحقوق الإنسان من شهر أيار 2018 بمتابعة دعوى الشيخ سردار حاجحسنلي.
بدأت المحكمة بمرحلة العلاقات. عرضت هذه المحكمة أسئلة حول المواد التي تم نقضها من الاتفاقية الأوروبية لحقوق الإنسان في خصوص ملف الشيخ سردار حاجحسنلي على الحكومة الأذرية بحيث أن المحكمة الأوروبية طلبت من حكومة أذربيجان بيان أسباب عدم الالتزام بحقوق الإنسان استناداً إلى المواد التالية والتوضيح حول الموضوع: مادة 3 (منع التعذيب) و 5.1 و 5.3 و 5.4 (حق الحرية والحصانة) و6.2 (أصل البراءة) و9 (حرية الفكر، الضميروالدين)، 10 (حرية التعبير)، 11 (حرية الاجتماع والتكتّل)، 14 (منع التمييز.
نددت الجهات التالية وجهات وشخصيات متعددة اعتقال الشيخ سردار واعتبروا حكم المحكمة غير قانوني:
رجال دين أذربيجان، مجلس رجال دين في أذربيجان، اتحاد «قلم» للكتّاب، الحزب الإسلامي الأذربيجاني، مرکز صيانة الحرية في العقيدة الدينية والضمير، مجمع أهل البیت العالمي ، شخصيات أذربيجانية
```
أطلق سراحه فبراير عام ٢٠٢٠م.
[
27
]
[
28
]
```

تم توقيف الشيخ سردار حاجي حسنلي ١٩ أكتوبر ٢٠٢١م منجانب موظفي هيئة أمن الدولة وأتهم بالمادة الـ٢٧٤ خيانة الدولة واعتقل بصك محكمة صبائل ٢١ أكتوبر بالحبس لمدة ٦ أشهر في ذمة التحقيق ورفض التهم وطلب براءته. ونظرت محكمة الاستئناف دعواه الاستئنافية التي رفعها ضد قرار المحكمة بحبسه ٢٧ أكتوبر نفس العام فرفضت طلبه من قبل محكمة باكو للاستئناف.
مددت محكمة ناحية صباييل لمدينة باكو فترة قرار الاعتقال المؤقت للشيخ سردار حاجحسنلي (بابايف) في تاريخ ١٤ أبريل ٢٠٢٢ لفترة ٥ أشهر إلى ١٩ سبتمبر لهذا العام.

## المقالات
- "`YENƏ HƏMİN XƏTDİR, HƏMİN KOORDİNAT`" (ب(بالأذرية)). maide.az. 7 Jun 2013. Archived from the original on 2019-01-13. Retrieved 2019-01-13.{{استشهاد ويب}}:  صيانة الاستشهاد: لغة غير مدعومة (link)
- "Bizi öz ünvanımızla mühakimə edin!" (ب(بالأذرية)). maide.az. 7 Jun 2013. Archived from the original on 2019-01-13. Retrieved 2019-01-13.{{استشهاد ويب}}:  صيانة الاستشهاد: لغة غير مدعومة (link)
- "Silahımız əqidəmiz, dayağımız Rəbbimizdir!" (ب(بالأذرية)). maide.az. 7 Jun 2013. Archived from the original on 2019-01-13. Retrieved 2019-01-13.{{استشهاد ويب}}:  صيانة الاستشهاد: لغة غير مدعومة (link)
- "Quran və Ziyalı" (ب(بالأذرية)). maide.az. 7 Jun 2013. Archived from the original on 2019-01-13. Retrieved 2019-01-13.{{استشهاد ويب}}:  صيانة الاستشهاد: لغة غير مدعومة (link)